# Соціал-демократична прогресивна партія (Коста-Рика)
Соціал-демократична прогресивна партія (ісп. Partido Progreso Social Democrático) — лівоцентристська політична партія у Коста-Риці, заснована економістом та колишнім міністром фінансів Родріго Чавесом та журналісткою Пілар Сіснерос Гальо в 2018 році та офіційно зареєстрована в 2009 році.

## Історія
Партія була заснована відомим економістом Родріго Чавесом, який працював у Світовому банку. 
В 2019 році він був міністром фінансів, але залишив посаду через непримиренний конфлікт із президентом Карлосом Альварадо Кесадом. Його політична діяльність зазнала різкої критики з боку уряду, оскільки він був політичним діячем, який став виразником невдоволення урядом Партії громадянської дії .
Його підтримала відома журналістка та політичний активіст Пілар Сіснерос Гальо, критик корупції та політичних скандалів у різних урядах протягом багатьох років, коли вона працювала на «Teletica Canal 7» та «La Nación», яка зрештою була висунута цією партією як депутат у Сан-Хосе 
.
Також біля витоків партії була Лус Марі Альпісар Лоайса, яка раніше перебувала у правій Партії нового покоління.

## Ідеологія
Соціал-демократична прогресивна партія виступає за зниження податків, але за збереження сталої соціальної політики, допомагаючи компаніям та надаючи пільги фермерам. 
Вона виступає проти монополій, що сприяють підвищенню цін на основні продукти харчування, такі як рис; проти непотрібної паперової тяганини та бюрократії в установах; за скорочення державних витрат рахунок закриття непотрібних установ 
.
У соціальній та екологічній сфері Чавес стверджував, що його уряд добиватиметься кращих планів з безробіття з більш конкурентоспроможним туризмом 
.
Він не проти легалізації марихуани, оскільки вона приносить економічні та соціальні вигоди, але зберігає несприятливе сприйняття декриміналізації абортів 
.